# Parafia Chrystusa Króla w Lubnie
Parafia pw. Chrystusa Króla w Lubnie - parafia należąca do dekanatu Mirosławiec, diecezji koszalińsko-kołobrzeskiej, metropolii szczecińsko-kamieńskiej. Została utworzona 17 kwietnia 1981. Siedziba parafii mieści się pod numerem 31.
Kościół parafialny pw. Chrystusa Króla został zbudowany w XIX wieku w stylu neoromańskim, poświęcony w 1945. 
Oprócz tego kościoła do dyspozycji parafian są jeszcze kościoły filialne:
- Kościół pw. Matki Bożej Królowej Polski w Górnicy
- Kościół pw. św. Jadwigi w Jabłonowie
- Kościół pw. św. Józefa Oblubieńca Najświętszej Maryi Panny w Kolnie
- Kościół pw. Podwyższenia Krzyża Świętego w Piecniku